# Takayuki Aoki
Takayuki Aoki (jap. 青木孝行 Aoki Takayuki; ur. 26 października 1972 w Prefekturze Shiga) – japoński kierowca wyścigowy.

## Kariera
Aoki rozpoczął karierę w międzynarodowych wyścigach samochodowych w 1998 roku od startów w klasie GT300 Super GT, gdzie raz stanął na podium. Z dorobkiem 35 punktów uplasował się na szóstej pozycji w klasyfikacji generalnej. Trzy lata później był mistrzem tej serii. W późniejszych latach Japończyk pojawiał się także w stawce 1000 km Suzuka, All-Japan GT Championship, World Touring Car Championship, Asian Le Mans Series oraz 24H Dubai.
W World Touring Car Championship Japończyk startował w latach 2008-2009 z niemiecką ekipą Wiechers-Sport. Jednak nigdy nie zdobywał punktów. W klasyfikacji kierowców niezależnych został sklasyfikowany odpowiednio na dwunastej i trzynastej pozycji.